# Szorokinói járás

A Szorokinói járás a Tyumenyi területen

A Szorokinói járás (oroszul Сорокинский район) Oroszország egyik járása a Tyumenyi területen. Székhelye Bolsoje Szorokino.

## Népesség
- 1989-ben 13 590 lakosa volt.
- 2002-ben 11 801 lakosa volt, melyből 10 249 orosz, 370 kazah, 315 német, 250 mordvin, 191 csuvas, 110 ukrán, 65 tatár, 58 fehérorosz, 56 komi stb.
- 2010-ben 10 254 lakosa volt, melyből 9 135 orosz, 294 kazah, 195 német, 151 mordvin, 141 csuvas, 68 ukrán, 57 tatár, 43 komi, 31 fehérorosz stb.